# Platycoryne alinae
Platycoryne alinae är en orkidéart som beskrevs av Dariusz Lucjan Szlachetko. Platycoryne alinae ingår i släktet Platycoryne och familjen orkidéer.
Artens utbredningsområde är Kamerun. Inga underarter finns listade i Catalogue of Life.